# 泰國中央中文電視台
泰國中央中文電視台（英文簡稱TCCTV），通過泰星5號（THAICOM 5）衛星全天24小時播出，其覆蓋面涉及整個東南亞及周邊地區，包括新加坡、馬來西亞、菲律賓、越南、老撾、柬埔寨、緬甸，印尼、文萊、中國大陆、香港、澳門、臺灣、日本、韓國、印度等25個國家和地區。

## 電視台歷史
2005年12月18日，泰國中文電視臺作為泰國與中華人民共和國建交30周年慶典的重要項目創立。
2008年1月6日，泰國中文電視臺實施全面24小時播出。
2009年2月28日，泰國中文電視臺改為泰國中央中文電視臺，正式開播。

## 主持人
- 溫海江
- 楊淑嫻
- 譚姍姍
- 孫文姣
- 林彥佟
- 孫凡

## 節目

### 自制節目
- TC新聞（TC News）
- 華人故事會
- 美麗曼谷（Beautiful Bangkok）
- 太極五分鐘
- 跟熊貓哥哥姐姐學語言

## 外部連結
- 泰國中央中文電視臺 （页面存档备份，存于）